# اجنين (إزار)
اجنين هي بلدية في إزار في أوفيرني-رون ألب منطقة جنوب شرق فرنسا.